# Horkelia marinensis
Horkelia marinensis är en rosväxtart som först beskrevs av Adolph Daniel Edward Elmer, och fick sitt nu gällande namn av Ethel Katherine Crum och Karl Keck. Horkelia marinensis ingår i släktet Horkelia och familjen rosväxter. Inga underarter finns listade i Catalogue of Life.